# Doktor Trojan
Doktor Trojan ist eine Novelle von Ferdinand von Saar aus dem Jahr 1896.

## Inhalt
Der Rahmenerzähler ist ein Schriftsteller, der sich als Gast auf einem Schloss in der Nähe von Brünn aufhält, um dort zu schreiben. Im Dorf lernt er „Doktor“ Trojan kennen, einen Heilkundigen, der aber nur die Anfänge seines medizinischen Studiums absolvierte, da er kein Blut und keine Schnitte im menschlichen Fleisch sehen kann. Trotzdem versorgt er die ortsansässige Bevölkerung. Er kommt mit dem Arzt auf dem Schloss gut aus und zieht diesen bei schwierigen Fällen hinzu. Bei einem Spaziergang ergibt sich ein längeres Gespräch zwischen dem Erzähler und Trojan. Dieser erklärt seine Vorliebe für die Natur und seine Abneigung gegen die Stadtärzte.
Fast acht Jahre später besucht der Erzähler das Dorf erneut, in dem sich inzwischen vieles verändert hat. Der Ort ist gewachsen, die Straßen verbreitert, neue Läden, eine Apotheke und ein Arzt haben sich angesiedelt. Der Erzähler erkundigt sich beim Schlossarzt Hulesch nach Trojan. Der Arzt berichtet über dessen weiteres Leben und seinen Tod.
Die Fortsetzung des Inhalts wird durch eine Binnenerzählung dargestellt:
Trojan und der neue Dorfarzt werden zu missgünstigen Konkurrenten. Trojan wird durch ein Gericht die Ausübung seiner Tätigkeit untersagt. Er kann wegen der neuen Apotheke auch seine Medikamente nicht mehr verkaufen und gerät in immer größere Bedrängnis. Schließlich zieht er in ein nahes Dorf und lebt dort mit der schönen, von ihrem Mann verlassenen Tagelöhnerin Anuschka und deren Sohn Honzicek zusammen. Eines Nachts taucht Trojan plötzlich bei Doktor Hulesch auf und bittet ihn zu sich nach Hause. Doch es ist zu spät. Seine Lebensgefährtin stirbt an den Folgen eines Geschwürs, das operativ hätte entfernt werden müssen. Am nächsten Morgen findet man Trojan neben seiner Geliebten tot auf; er hatte sich mit einer alten Sense fast den Kopf abgetrennt. Der Sohn Anuschkas wird später Kutscher auf dem Schloss.